# Jonah Hex
Jonah Hex ist der Titel einer Comicreihe, die der US-amerikanische Verlag DC Comics seit 1972 veröffentlicht.
Die Bücher handeln von den Abenteuern des gleichnamigen, äußerlich entstellten und charakterlich verdorbenen Revolver- und Frauenhelden Jonah Hex. Dabei gibt es zwei deutlich voneinander unterscheidbare szenische Ansätze für Geschichten über die Figur:
- Der ursprüngliche und bis heute vorherrschende Ansatz lässt die Jonah-Hex-Geschichten in der natürlichen Umgebung eines Westernhelden, d. h. der ausgehenden Frontier- und Wild-West-Zeit spielen, und ist eindeutig dem Genre der Western-Comics zuzurechnen.
- Der zweite, ungewöhnlichere Ansatz, der nicht zwangsläufig den Erwartungen der Leser eines Comics über einen Revolverhelden entspricht, verlagert die Jonah-Hex-Geschichten in das 21. Jahrhundert, wie es sich die Comicautoren in den 1980er Jahren vorstellten, d. h. futuristisch, und vermengt dabei Wild-West-Elemente mit dem Science-Fiction-Genre und der Idee der Dystopie.

## Veröffentlichungen
Der erste Comic, in dem eine Jonah-Hex-Geschichte, unter dem Titel „Welcome to Paradise“, enthalten war, war das Comicheft All-Star Western #10, das im Februar/März 1972 erschien. Autor dieser Geschichte und der geistige Vater von Jonah Hex war der US-Amerikaner John Albano. Die visuelle Gestaltung dieser Debütgeschichte übernahm indessen der Zeichner Tony Dezuñiga, dessen optische Entwürfe für Hex und seine Gegenspieler im Wesentlichen bis heute bestehen.
Da Jonah Hex sich binnen weniger Monate nach seinem Debüt zum weitaus populärsten Comics von All-Star Western entwickelte, entschieden die Macher der Serie schließlich, die Jonah Hex-Comics zu deren einzigen Inhalt zu erheben und benannten All-Star Western, passend zum „schrägen“ Allein-Protagonisten, in Weird Western Tales um.
Nachdem die Jonah Hex-Geschichten bis 1977 den Hauptinhalt von Weird Western Tales gebildet hatten, verlagerte man die Abenteuer des entstellten Cowboys schließlich in eine eigene eponyme, in monatlichem Rhythmus erscheinende Serie, die von ihrem Start im Herbst 1977 bis zu ihrer Einstellung im August 1985 insgesamt 92 Ausgaben erreichte. Hinzu kam eine 1978 veröffentlichte Sonderausgabe (Jonah Hex Spectacular #1), die parallel zu der monatlichen Serie erschien und – deren Ende vorwegnehmend – die Ermordung von Hex durch einen seiner alten Feinde zum Inhalt hat.
Bereits im September 1985 wurde eine neue Jonah-Hex-Serie gestartet, die kurz Hex betitelt war, und damit begann, dass der Protagonist auf eine Zeitreise ins 21. Jahrhundert geschickt wurde, wo er es mit Robotern, Mutanten, Monstern und High-Tech-Schurken zu tun bekam, die er in altbewährter Form mit seinen überragenden Fähigkeiten als Revolverschütze in die Schranken wies. Diese Serie wurde bereits nach 18 Ausgaben im Februar 1987 eingestellt.
Seither hat DCs verlagsinternes Imprint Vertigo, das sich auf Comics der „härteren Gangart“ für ein erwachsenes Publikum spezialisiert hat, verschiedene Miniserien unter dem Titel Jonah Hex veröffentlicht, die die Figur in ihrer alten Wild-West-Umgebung mehr oder minder typische Western-Abenteuer erleben lassen. Autor dieser Miniserien war der Schriftsteller Joe R. Lansdale, während ihre Illustration dem Zeichner Tim Truman übertragen wurde. Die erste dieser Miniserien Jonah Hex: Two-Gun Mojo erschien 1993 und erreichte 5 Ausgaben. Die zweite, Jonah Hex: Riders of the Worm and Such erschien 1995 und umfasste ebenfalls fünf Ausgaben. Ihr folgte schließlich 1999 Jonah Hex: Shadows West mit drei Ausgaben.
Seit 2005 veröffentlicht DC eine neue monatliche, auf unbegrenzte Laufzeit angelehnte Jonah Hex-Comicserie. Autoren dieser Serie sind derzeit Justin Gray und Jimmy Palmiotti, während als Zeichner der Künstler Luke Ross fungiert. Als Gastzeichner für die Ausgaben #5 und #9 dieser Serie konnte zudem mit Tony DeZungia der Stammzeichner der alten Hex-Serie der 1970er und 1980er Jahre gewonnen werden. Weitere Künstler, die als Gastzeichner an der Serie mitwirkten, waren unter anderem Art Thibert und Paul Gulacy.

## Handlung und Hauptfigur Jonah Hex
Der Titelheld von Jonah Hex ist, anders als viele Westernhelden kein junger Schönling mit unbefangener Gemütsart und stets einem lockeren Spruch auf den Lippen, sondern ein äußerlich entstellter Mann in seinen Vierzigern, dessen rechte Gesichtshälfte von abstoßenden Narben zerfurcht ist. Hex ist kein Kämpfer für Gerechtigkeit mit unbeschwerter Charakterart, sondern ein verbitterter Zyniker, der zudem – mit allerlei Gemütswunden und Traumata behaftet – ziellos durch den Wilden Westen zieht.
In Rückblenden wird im Verlaufe der verschiedenen Jonah Hex-Comics allmählich Hex’ Vergangenheit enthüllt:
Man erfährt, wie Hex 1838 als Sohn eines Siedlers geboren wird. Seine Mutter brennt 1848 mit einem Kaufmann durch und Hex wird als Jugendlicher von seinem Vater an einen Apachenhäuptling als Sklave verkauft (1851). Dieser adoptiert ihn schließlich nach zwei Jahren, als Hex ihn vor einem wilden Puma rettet. Von seinem Adoptivbruder Noh-Tante wird Hex verraten und bei einem Überfall auf ein Dorf des verfeindeten Stammes der Kiowah gefangen genommen (1854). Er entkommt den Kiowah und kehrt in die Gesellschaft der Weißen zurück. 1859 verlobt Jonah Hex sich mit der schönen Cassie Wainwright, die jedoch einen Tag vor ihrer Hochzeit von Indianern ermordet wird.
Im Amerikanischen Bürgerkrieg dient Hex als Soldat bei den Konföderierten und wird eines Tages von Soldaten der Union gefangen genommen. Man macht ihn für ein von Unionssoldaten begangenes Massaker an Konföderierten verantwortlich, bei dem auch sein Freund Jeb Turnbull starb. Turnbulls Vater, Quentin Turnbull, setzt ein Kopfgeld auf ihn aus. 1863 rächt er sich an Noh-Tante und wird dafür von dessen Vater, seinem Ziehvater, mit einem glühend heißen Tomahawk im Gesicht verwundet, was ihn durch eine lange Narbe in der rechten Gesichtshälfte („The Mark of the Demon“) dauerhaft entstellt zurücklässt.
Hex bezwingt später einen namenlosen Schauspieler, den Turnbull angeheuert hat, um als Hex verkleidet Verbrechen zu begehen, die man diesem anlasten kann. Der Schauspieler, dessen Gesicht im Kampf mit Hex entstellend verbrannt wird, sinnt fortan als „The Chameleon“ auf Rache. Auf der Suche nach dem entführten Mädchen Laura Vaden trifft Hex seinen Ziehvater wieder und tötet ihn. Er heiratet 1875 die Asiatin Mei Ling und bekommt einen Sohn namens Jason mit ihr. 1904 wird Hex schließlich bei einem Kartenspiel von dem Kriminellen George Barrow erschossen. Sein Leichnam wird ausgestopft und von einem fahrenden Jahrmarkt als Sehenswürdigkeit ausgestellt.

## Verfilmungen
Im Fernsehen war Jonah Hex in der Episode „Showdown“ in der Zeichentrickserie Batman: The Animated Series (US-Synchronstimme: William McKinney) und der Episode „The Once and Future Thing, Part 1: Weird Western Tales“ in der Serie Justice League Unlimited (Synchronstimme: Adam Baldwin) zu sehen.
Des Weiteren konnte man die Figur in einem Kurzeinsatz der Serie Batman: The Brave and the Bold – Das Totem (Return of the Fearsome Fangs) und in der kompletten Episode Duell der Falschspieler (Duel of the Double Crossers) sehen. Die US-Synchronstimme wird von Phil Morris übernommen, wohingegen die deutsche Synchronstimme von Peter Flechtner gesprochen wird. In der Serie Legends of Tomorrow wird er von Johnathon Schaech dargestellt.
2010 entstand unter der Regie von Jimmy Hayward eine US-amerikanische Jonah-Hex-Realverfilmung. Der Western, in dem Josh Brolin die männliche, Megan Fox die weibliche Hauptrolle und John Malkovich den Widersacher Turnbull spielt, hatte am 18. Juni 2010 Premiere in den amerikanischen Kinos. Für die Filmmusik zeichnet u. a. die US-amerikanische Sludge-Metalband Mastodon verantwortlich, deren Sänger und Gitarrist Brent Hinds auch einen Gastauftritt hat. Für die restliche Musik konnte Regisseur Hayward den Komponisten Marco Beltrami gewinnen. In Deutschland wurde der Film am 4. Februar 2011 auf DVD und Blu-ray Disc veröffentlicht.
In der DC Showcase Kurzfilmreihe ist 2010 ebenfalls ein Jonah Hex-Kurzfilm erschienen. Die Synchronstimme im Englischen wird von Thomas Jane gesprochen. Der Kurzfilm ist unter anderem auf der DVD von Batman: Under the Red Hood zu finden.

## Nachdrucke
In der Reihe Showcase Presents sind zwei Bände mit Nachdrucken alter Hex-Geschichten erschienen:
- Showcase Presents: Jonah Hex Volume I, 2005. (528 Seiten, enthält All-Star Western #2-8, 10-12 und Weird Western Tales 12-14 und 16-33) ISBN 1-4012-0760-X
- Showcase Presents: Jonah Hex Volume 2, 2007. (528 Seiten, enthält Weird Western Tales #34-38 und Jonah Hex #1-22) ISBN 1-4012-1561-0

Weitere Sammelbände von Jonah Hex sind:
- Jonah Hex: Two Gun Mojo, 1994. (Reprint der gleichnamigen Miniserie) ISBN 1-56389-162-X
- Justin Gray und Jimmy Palmiotti: Jonah Hex: Face Full of Violence, Titan Books 2006. (144 Seiten, Neuabdruck von Jonah Hex, 2. Serie, #1-6) ISBN 1-84576-408-0
- Justin Gray und Jimmy Palmiotti: Jonah Hex: Guns of Vengeance, 2007. (144 Seiten, Neuabdruck von Jonah Hex, 2. Serie #7-12) ISBN 1-4012-1249-2